# استفانو ماوری
استفانو ماوری (به ایتالیایی: Stefano Mauri) بازیکن فوتبال و اهل ایتالیا است که از سال ۲۰۰۴ میلادی عضو تیم ملی فوتبال ایتالیا بوده و در ۱۱ بازی ملی حضور داشته‌است. او در بازی‌های ملی‌اش گلی به ثمر نرساند.